# Livin' Like Hustlers
Livin 'Like Hustlers es el álbum debut del grupo de hip hop estadounidense Above the Law. Fue lanzado el 20 de febrero de 1990 a través de Ruthless Records; una versión promocional avanzada en casete fue lanzada dos meses antes. El disco de diez pistas contó con una actuación invitada de N.W.A en «The Last Song», así como la producción de audio de Dr. Dre. Además, Eazy-E se desempeñó como productor ejecutivo del álbum. Alcanzó el puesto 14 en los mejores álbumes de R & B / Hip-Hop y el número 75 en el Billboard 200 de los Estados Unidos.
El álbum incluyó dos sencillos de éxito, «Murder Rap» y «Untouchable», que ocuparon el puesto número uno en las Hot Rap Songs. Su sencillo principal, «Murder Rap», también alcanzó el puesto 41 en Hot Dance Music / Maxi-Singles Sales y luego apareció en la estación de radio ficticia Radio Los Santos en el videojuego Grand Theft Auto: San Andreas, así como en el Película de 2009 Pineapple Express. «Freedom Of Speech» apareció en la banda sonora de la película de 1990 protagonizada por Christian Slater Pump Up the Volume.
En 1998, el álbum fue seleccionado como uno de los 100 mejores álbumes de rap de The Source.